# Olga Torckell
Olga Torckell, född 11 september 1859, död 3 juni 1941, var en finländsk författare och journalist. Hon skrev under pseudonymerna Eva Alm, Ester, Esther och M-i-a.
Torckell medverkade i kvinnosakstidskriften Nutid och var redaktör vid Östra Nyland och Borgåbladet samt kritiker i Finsk Tidskrift och Nya Pressen.